# Maurice Bénet
Maurice Benet, né le 5 novembre 1941 à Saint-Étienne , est un coureur cycliste français, professionnel en 1966 et 1967.

## Biographie
Maurice Benet passe professionnel en 1966 au sein de l'équipe Kamomé-Dilecta-Dunlop. En été, il participe à son premier et unique Tour de France. Lors de la treizième étape, il se distingue en terminant huitième à Sète. Le lendemain, il confirme en prenant la troisième place à Vals-les-Bains, derrière Jo de Roo et le futur vainqueur de l'épreuve Lucien Aimar.

## Palmarès
- 1963
  - Grand Prix du Froid Caladois
  - 2e du Grand Prix de Saint-Éloy-les-Mines
  - 3e des Boucles du Bas-Limousin
- 1964
  - Champion de Provence des indépendants
  - Classement général du Tour du Loir-et-Cher
  - Tour des Boucles-du-Rhône :
    - Classement général
    - 3e étape

  - 4e étape de la Route de France
- 1965
  - 1re étape du Tour du Loir-et-Cher
  - 2e du Grand Prix du Froid Caladois
  - 3e du championnat de France des indépendants
- 1966
  - 3e des Boucles de la Seine

## Résultats sur les grands tours

### Tour de France
1 participation
- 1966 : 59e